# Гулухеті
Гулухеті (груз. გულუხეთი) — село в Грузії.
За даними перепису населення 2014 року в селі проживає 318 осіб.